# Petindevetdeset tez
Martin Luter je 31. oktobra 1517 nadškofu v Mainzu in Magdeburgu ter škofu v Brandenburgu poslal 95 tez o odpustkih,  ki bi morali biti po njegovem mnenju prepovedani, vendar pa ni pričakoval, da bodo teze podlaga reformaciji. Prvi pisni vir, ki govori o tem, da naj bi Luter 95 tez nabil na vrata wittenberške mestne cerkve oz. cerkva, je notica njegovega tajnika Georga Rörerja iz leta 1544. Volker Leppin in mnogi drugi zgodovinarji imajo zato pribijanje tez na vrata cerkva 31. oktobra 1517 za legendo.
Petindevetdeset tez
1. Ko je naš Gospod in Učitelj Jezus Kristus govoril: »Delajte pokoro!« (Mt 4, 17) je želel, da bi celo življenje vernikov bila pokora.
2. Te besede ne moremo razumeti v smislu zakramentalne pokore (tj. v smislu spovedi in zadoščenja, ki bi bilo naloženo po uradni dolžnosti duhovnika).
3. Tudi ni mišljena le notranja pokora; saj je ta nična, če hkrati ne učinkuje na zunaj z vsakovrstnim mrtvičenjem mesa.
4. Zato ostaja kazen tako dolgo, dokler ostaja sovraštvo do samega sebe (se pravi resnično notranje kesanje), torej vse do prihoda v nebesa.
5. Papež noče in ne more odpustiti nobenih drugih kazni, razen teh, katere je naložil sam po svoji lastni odločitvi ali po cerkvenih zakonih.
6. Papež kazni ne more odpustiti drugače, kot le, da oznani in potrdi, da bodo odpuščene od Boga; lahko odpušča v primerih, ki so mu pridržani; ob zanikanju mu te pravice, krivda zagotovo ostane.
7. Sploh pa nikomur Bog ne odpusti krivde, kdor spovednika istočasno ne prizna za njegovega (Božjega) namestnika in se mu ponižno ne pokori.
8. Kanonične spokorne odločbe se izključno nalagajo živim; mrtvim ne sme biti od njih ničesar naloženo.
9. V dobrem tu Sveti Duh razsvetljuje papeža, ko ta v svojih dekretih (odlokih) vsakokrat upošteva slučaj smrti in skrajno stisko.
10. Nevedno in napačno ravnajo tisti duhovniki, ki umirajočemu kanonično spokorno kazen prihranjajo še za vice.
11. Plevel o spremembi kanonične spokorne kazni v spokorno kazen v vicah, je bil očitno zasejan, ko so škofje spali. (Mt 13,25)
12. Nekoč kanonične pokore niso nalagali po, temveč pred odvezo, da bi preizkusili resničnost kesanja.
13. Umirajoči bodo s smrtjo osvobojeni vsega; tudi za kanonične odločbe so mrtvi pravnomočno odvezani.
14. Nepopolna ljubezen ali pobožnost umirajočega nujno prinaša s seboj velik strah, ki je toliko večji, kolikor manjša je bila ljubezen ali pobožnost.
15. Ta strah in groza sama po sebi zadostujeta (da o drugem molčimo), da prikličeta muke vic, kajti blizu sta grozi obupa.
16. Pekel, vice in nebesa se med seboj dozdevno razlikujejo tako, kot se med seboj razlikujejo obup, skorajšnji obup in varnost.
17. Za potrebno se zdi, da bi se dušam v vicah sorazmerno zmanjševala groza in rastla ljubezen.
18. Zdi se, da se niti razumsko niti z dokazi Pisma, ko so izven meja razumevanja ne da dokazati, v čem je zaslužnost in v čem rast ljubezni.
19. Ne zdi se ali vsaj ni vsem dokazano, da so prepričani v svoje zveličanje, čeprav smo mi o tem povsem gotovi.
20. S »popolnim odpuščanjem vseh kazni« papež ne misli čisto vseh, ampak samo tiste, katere je sam naložil.
21. Zato se motijo tisti pridigarji, ki govorijo, da je s papeževim odpustkom človek prost vseh kazni in bo zveličan.
22. Toliko manj odpušča kazni dušam v vicah; kazni, ki bi po kanoničnih predpisih morale biti odslužene že za časa življenja.
23. Če pa kakšen odpustek lahko odpusti vse kazni, potem to lahko stori samo tem najpopolnejšim, tj. zelo redkim.
24. Nedvomno je zaradi tega velik del ljudi prevaran z bahavskimi obljubami o odpuščanju grehov.
25. Enako oblast, kot si jo generalno lasti papež nad vicami, ima vsak škof in župnik v svoji škofiji, še posebej pa v svoji župniji.
26. Zelo pravilno ravna papež, ko dušam ne daje odpuščanja na temelju svoje ključne oblasti (ta mu za to tudi ni bila podeljena), ampak samo po priprošnjah.
27. Človeško učenje pridigajo tisti, ki pravijo: Kakor hitro kovanec v skrinjico zažvenketa, tako hitro se duša dviga iz vic.
28. Gotovo je, da ko kovanec v skrinjici zažvenketa, se povečata dobiček in pohlep; priprošnje Cerkve pa so edino le v Božji odločitvi (sodbi).
29. Kdo bi vedel ali želijo vse duše v vicah biti odkupljene; pri sv. Severinu in Paschalisu to ne bi smelo priti v poštev!
30. Nihče ne more biti prepričan v resničnost svojega kesanja, še manj pa, če je prejel popolno odpuščanje.
31. Kot so redki resnično kesajoči se, tako redki so tisti, ki na pravilen način kupujejo odpustke, tj. izredno redki.
32. Večno preklet skupaj z vsemi svojimi učitelji bo ta, kdor veruje v svojo blaženost na podlagi odpustkovih pisem.
33. Še posebej se moramo varovati tistih, ki pravijo, kako je papežev odpustek neprecenljiv Božji dar, po katerem se bo človek spravil z Bogom.
34. Milosti odpustkov se nanašajo samo na kazni zakramentalnega zadoščenja, ki so določene od ljudi.
35. Nekrščansko pridigajo tisti, ki trdijo, da za odkup duš ali za dosego spovednih privilegijev ni potrebno nobenega kesanja.
36. Vsak kristjan, ki čuti resnično kesanje, ima popolno odpuščanje kazni in krivde, tudi brez odpustkovega pisma.
37. Vsak resničen kristjan, živ ali mrtev, je deležen vseh dobrot Kristusa in Cerkve; Bog mu te darove zagotavlja.
38. Vendar pa ne smemo odpustka in deleža darov, ki jih daje papež podcenjevati, ker so (kot sem dejal) oznanilo Božjega odpuščanja.
39. Neizmerno težko je tudi najbolj učenim teologom, istočasno pred ljudmi poveličevati polnost odpustkov in odkritosrčnost kesanja.
40. Resnično kesanje išče in ljubi kazni; obilica odpustkov pa jih nasprotno odpušča in povzroča nejevoljo proti kazni, ali vsaj daje priložnost za to.
41. S previdnostjo je potrebno pridigati o apostolskem (papeževem) odpustku, da ljudstvo ne bi napačno menilo, kako imajo odpustki prednost pred drugimi deli, namreč pred dobrimi dejanji ljubezni.
42. Kristjane je potrebno poučiti: ni papeževo mnenje, da bi nakup odpustka kakor koli enačili z deli usmiljenja.
43. Kajti preko dejanj ljubezni ljubezen raste in človek postaja boljši; preko odpustka pa nasprotno: ni boljši, ampak je samo osvobojen kazni.
44. Kristjane je potrebno poučiti: dati revnim ali posoditi revnemu je boljše kot kupiti odpustek.
45. Kristjane je potrebno poučiti: kdor vidi potrebnega in se zanj ne zavzame, ampak kupi odpustek, si ne pridobi papeževega odpuščanja, ampak Božjo jezo.
46. Kristjane je potrebno poučiti: če nimajo denarja v izobilju, so dolžni tega obdržati za vsakdanje potrebe in se v nobenem primeru ne klanjati pred odpustki.
47. Kristjane je treba poučiti: kupovanje odpustkov je svobodno in ne ukazano.
48. Kristjane je treba poučiti, da papež potrebuje in želi pri podelitvi odpustka v veliko večji meri pobožne, za njega prinešene molitve, kot vdane prihodke.
49. Kristjane je potrebno poučiti: papežev odpustek je koristen v kolikor vanj ne polagamo svojega zaupanja; je pa nad vse škodljiv, če zaradi njega zanemarimo strah Božji.
50. Kristjane je potrebno poučiti: če bi papež vedel, kako pridigarji odpustkov izterjujejo denar, bi rajši pustil Petrovo cerkev propasti v pekel, kakor da bi bila zidana s kožo, telesi in kostmi njegovih vernikov.
51. Kristjane je potrebno poučiti: papež bi bil pripravljen (kar je njegova dolžnost) – če bi moral (v sili) Petrovo cerkev prodati in od svojega bogastva dati tem, kateri zdaj v veliki večini s pridigarji odpustkov izvablja denar.
52. Ničevo je upanje biti zveličan po pismih odpustkov, pa če tudi sam komisar odpustkov ali sam papež za to zastavi svojo dušo.
53. Kristusovi in papeževi sovražniki so, kateri razglašajo, kako je zaradi pridiganja odpustkov Božja beseda v ostalih cerkvah povsem umolknila.
54. Žalitve Božje besede se dopušča, če v eni in isti pridigi odpustku odmerjajo več časa kakor Božji besedi.
55. Mnenje papeža mora neizogibno biti: če odpustek (ki je ta najmanjši) častijo z zvonovi, procesijami in Božjimi službami, potem mora evangelij (ki je ta najvišji) biti pridigan (oznanjevan) s stoterimi zvonovi, s stoterimi procesijami in s stoterimi Božjimi službami.
56. Zakladi cerkve, iz katerih papež deli odpustke krščanskemu ljudstvu, niso dovolj dobro opisani, še manj pa znani.
57. Časni zakladi to očitno niso, ko pa mnogi pridigarji teh ne delijo radodarno, ampak jih raje kopičijo.
58. Tudi zasluge Kristusa in svetnikov to niso, ker te delujejo neprestano brez milosti papeža za notranjega človeka, tako kot križ, smrt in pekel za zunanjega človeka.
59. Reveže v cerkvi je sv. Laurentius imenoval kot zaklade Cerkve, toda on je uporabljal izrazoslovje svojega časa.
60. V trdnem prepričanju označujemo ključe Cerkve (ki so ji po zaslugah Kristusa podarjeni) za te zaklade.
61. Jasno je, da za odpuščanje kazni in v posebnih primerih za odvezo zadostuje papeževa oblast.
62. Resničen zaklad Cerkve je evangelij o čudovitosti in milosti Božji.
63. Ta je iz dobrih vzrokov izredno zasovražen, ker iz prvih dela zadnje. (Mt 20,16)
64. Nasprotno je iz dobrih vzrokov zaklad odpustka izredno priljubljen, ker se iz zadnjih dela prve.
65. Zato so zakladi evangelija mreže, s katerimi so nekoč ribarili (lovili) bogate ljudi.
66. Nasprotno so zakladi odpustkov mreže, s katerimi sedaj ribarijo (lovijo) bogastvo ljudi.
67. Odpustek, kateremu pridigarji vzklikajo najvišje milosti, lahko tudi v resnici tako izgleda, če prinaša dobiček.
68. V resnici pa je odpustek ta najmanjši, merjen z Božjo milostjo in z usmiljenjem križa.
69. Škofje in župniki so dolžni komisarje apostolskih odpustkov dovoliti z vsem spoštovanjem.
70. Še veliko bolj pa so dolžni vse oči usmeriti in vsa ušesa obrniti (in paziti), da ti namesto papeževih naročil ne bodo pridigali svojih izmišljotin.
71. Kdor govori proti resnici apostolskega odpustka, ta bodi obsojen in preklet.
72. Kdor nastopi proti samovolji in razuzdanosti govorov pridigarjev odpustkov, ta bodi blagoslovljen.
73. Kakor papež upravičeno grozi s prekletstvom tem, ki na vse mogoče načine povzročajo škodo trgovanju z odpustki,
74. tako hoče veliko bolj z izobčenjem zadeti te, ki pod pretvezo odpustkov delajo škodo sveti ljubezni in resnici.
75. Meniti, da je papežev odpustek tako učinkovit, da človeka lahko reši tudi takrat, če bi ta – kar je nemogoče – oskrunil (posilil) Božjo mater je nesmisel.
76. Mi nasprotno menimo, da papežev odpustek ne more izbrisati niti tega najmanjšega odpustljivega greha, kar se krivde tiče.
77. Ko se govori, da tudi sv. Peter, če bi bil zdaj papež, ne bi mogel podeliti nobene večje milosti, je to obrekovanje sv. Petra in papeža.
78. Mi nasprotno trdimo: Ta in vsak papež ima še večje milosti, namreč evangelij, karizmatične sposobnosti, darove zdravljenja itd., kot pravi 1. Kor 12, 28.
79. Trditev, da visoko povzdignjen odpustkarski križ, okrašen s papeževim grbom ima enako moč kot Kristusov križ, je obrekovanje Boga.
80. Upravičeno bodo morali biti enkrat odstranjeni (zavrnjeni) škofje, duhovniki in teologi, ki dopuščajo, da se ljudem ponujajo takšni govori.
81. Tako so predrzne (nesramne) pridige o odpustkih vzrok, da tudi učenim možem, ni lahko braniti do papeža dolžno spoštovanje pred lažnimi obtožbami ali vsaj pred zbadljivimi vprašanji laikov.
82. Na primer: zakaj papež ne izprazni vic iz čiste ljubezni in zaradi hudih stisk duš, torej iz najbolj tehtnih vzrokov, če vendar brez števila duš rešuje zaradi brezdušnega denarja, ki se daje za gradnjo Petrove cerkve, torej iz povsem brezpomembnih vzrokov?
83. Nadalje: Zakaj se opravljajo maše zadušnice in obletnice za pokojne in zakaj papež ne da za to darovani denar nazaj ali ne pusti, da bi ga darovalec vzel nazaj, ko pa je nepravično še naprej moliti za pravkar rešene iz vic?
84. Nadalje: Kakšna nova usmiljenost Boga in papeža je to, da se brezbožnikom in sovražnikom dovoljuje, da za denar rešujejo pobožne (verne) in od Boga ljubljene duše; da se te pobožne in od Boga ljubljene duše zaradi lastnega trpljenja (stisk) ne morejo rešiti iz zastonj podarjene ljubezni?
85. Nadalje: Zakaj stara pravila o pokori, ki so že zdavnaj preživeta in mrtva, spet uvajajo odpustke, ki se plačujejo z denarjem, kot da bi bila ta pravila še vedno v veljavi?
86. Nadalje: Zakaj papež, katerega bogastvo je danes večje od največjega Crassusa, Petrovo cerkev rajši ne gradi s svojim lastnim denarjem, kakor z denarjem revnih vernikov?
87. Nadalje: Kaj papež odpušča tem ali kaj le deloma tem, ki imajo zaradi popolnega kesanja pravico do popolnega odpuščanja in do popolne udeležbe?
88. Nadalje: Ne bi bilo za Cerkev najbolje, ko bi papež to, kar on dela enkrat dnevno vsakemu verniku, stokrat na dan podelil odpustek in delež?
89. Če gre papežu pri odpustkih bolj za rešitev duš kot za denar, zakaj je potem razveljavil prej veljavna (dovoljena) pisma in odpustke, čeprav so bili ti enako učinkoviti?
90. Te nadvse neprijetne pomisleke laikov odpravljati le z nasiljem, ne pa jih odpraviti iz sveta s pametnimi pojasnili (razlagami), pomeni Cerkev in papeža izročati posmehu sovražnikov in kristjane onesrečiti.
91. Če bi po papeževi zamisli in v njegovem duhu pridigali o odpustkih, bi bili vsi oni pomisleki zlahka odstranjeni, da, niti jih ne bi bilo.
92. Zato proč z vsemi temi preroki, ki Kristusovemu ljudstvu govorijo: »Mir, mir«, miru pa nobenega. (Jer 6,14)
93. Zveličanje vsem tem prerokom, ki Kristusovemu ljudstvu govorijo: »Križ, križ«, če tudi o križu ni ničesar čutiti.
94. Kristjane je potrebno opomniti, da je Kristus njihova glava, da bi se mu trudili slediti preko trpljenja, smrti in pekla.
95. In toliko bolj v to zaupati ter preko mnogih bridkosti priti v nebesa, kot pa preko varnosti dozdevnega, navideznega miru.